# Antoine Calvière
Antoine Calvière (o Guillaume-Antoine) /ɡiˈjom ɑ̃ˈtwan kalˈvjɛʀ / (Parigi, 1695 – Parigi, 18 aprile 1755) è stato un organista e compositore francese.

## Biografia
Organista virtuoso eccezionalmente dotato, fu titolare di vari organi parigini: la Sainte-Chapelle, l'Abbazia di Saint-Germain-des-Prés, Sainte-Marguerite, alcuni incarichi prestigiosi a Notre-Dame e un quarto (di anno) alla Chapelle royale, dove fu nominato nel 1738.
Sappiamo che era ammiratore di François Couperin e che nelle sue opere figuravano dei mottetti e dei pezzi per organo. Purtroppo, però, non è rimasto praticamente nulla (solo un breve pezzo conservato nella biblioteca del Conservatorio di Bruxelles) perché, dopo la sua morte, la vedova affidò i manoscritti a Louis-Claude Daquin, suo collega e rivale ma tuttavia anche amico e successore a Notre-Dame, in modo che ne curasse la pubblicazione. Tuttavia Daquin trascurò di farlo, come anche fece per la maggior parte delle proprie composizioni.
In vita dovette la propria celebrità soprattutto a un Te Deum spettacolare per cori e orchestra, contenente un Judex crederis particolarmente avvincente, secondo la testimonianza di Choron.
Nel 1754, per sei mesi, fu maestro di Jean-Baptiste Nôtre, che in seguito sarebbe diventato per più di mezzo secolo organista della cattedrale di Toul e lasciò un Livre d'orgue manoscritto.